# Димитър Бошняков
Димитър Цачов Бошняков е български търговец, участник в църковните борби.

## Биография
Роден е през 1808 година във Враца в чорбаджийско и търговско семейство. Учи при Константин Огнянович в родния си град. Търгува с добитък във Виена, Будапеща, Цариград, Александрия и Мала Азия. Участва в църковните борби, изпратен е от името на Врачанската епархия в Цариград, за да измоли отстраняването на епископ Доротей Врачански (1852 – 1860) и в последвалата борба срещу наследилия го епископ Паисий (1860 – 1868). През 1869 година е сред основателите и член на първото читалище в града. Между 1869 и 1873 година е настоятел на вестник „Право“ за Враца. През 1870 година е спомоществовател на книгата на Кръстю Пишурка „Момина китка, или книга за секого“. Член на Врачанската българска община. Спомага за революционното дело с парични средства. След преминаването на Ботевата чета е арестуван и съден, а след това амнистиран. На 16 май 1878 година е избран за председател на Окръжния съвет на Враца и остава такъв до 1 декември същата година. Избран е за народен представител в Учредителното народно събрание, като е член на Консервативната партия. По-късно е член на Прогресивнолибералната партия. Избран е и в IV ОНС, но избора му е касиран след анкета, показваща насилия по време на вота. Противник е на Режима на пълномощията, а по-късно и на Стефан Стамболов.
Умира на 22 май 1893 година и е погребан в двора на църквата „Възнесение Господне“ във Враца.